# Mistrovství Evropy ve fotbale hráčů do 21 let 2011 – soupisky
Soupisky na Mistrovství Evropy ve fotbale hráčů do 21 let 2011, které se hrálo v Dánsku.
| Zlato                | Stříbro              | Bronz                | Bronz            |
| -------------------- | -------------------- | -------------------- | ---------------- |
| Španělsko • Soupiska | Švýcarsko • Soupiska | Bělorusko • Soupiska | Česko • Soupiska |

## Skupina A

### Bělorusko
Hlavní trenér:  Georgi Kondratěv
| Jméno                | Datum narození | Klub                     |
| Brankáři             | Brankáři       | Brankáři                 |
| -------------------- | -------------- | ------------------------ |
| Aljaksandr Hutar     | 18.4.1989      | FK BATE                  |
| Artem Gomelko        | 8.12.1989      | FK Lokomotiv Moskva      |
| Dzmitrij Huščanka    | 3.12.1988      | FK Vitebsk               |
| Obránci              |                |                          |
| Sjarhej Macvejčyk    | 5.6.1988       | FK Homel                 |
| Sjarhej Palicevič    | 9.4.1990       | FK Dinamo Minsk          |
| Jurij Astravuch      | 21.1.1988      | FK Rechica-2014          |
| Jurij Ryžko          | 10.10.1989     | FK Torpedo-BelAZ Zhodino |
| Vital Hajdučyk       | 12.7.1989      | FK Dinamo Brest          |
| Dzjanis Palyakow     | 17.4.1991      | FK Šachtěr Salihorsk     |
| Aleh Veracila        | 10.7.1988      | FK Dinamo Minsk          |
| Egor Filipenko       | 10.4.1988      | FK BATE                  |
| Záložníci            |                |                          |
| Stanislaw Drahun     | 4.6.1988       | FK Dinamo Minsk          |
| Dzmitrij Baha        | 4.1.1990       | FK BATE                  |
| Michail Sivakov      | 16.1.1988      | Wisla Krakov             |
| Mikita Bukatkin      | 7.3.1988       | FK Naftan Novopolock     |
| Pavel Ňakajčyk       | 15.7.1988      | FK BATE                  |
| Dzmitrij Rekiš       | 14.9.1988      | Polonia Warszawa         |
| Michail Gordejčuk    | 23.10.1989     | FK BATE                  |
| Javhen Savastsjanaw  | 30.1.1988      | FK Nioman Hrodna         |
| Útočníci             |                |                          |
| Maksim Skavyš        | 13.11.1989     | FK BATE                  |
| Aleksandr Perepečko  | 7.4.1989       | FK Dinamo Minsk          |
| Andrej Varankow      | 8.2.1989       | FK Kryvbas Kryvyj Rih    |
| Uladzimir Kvaščynski | 10.5.1990      | FK Dinamo Brest          |

### Dánsko
Hlavní trenér:  Keld Bordinggaard
| Jméno               | Datum narození | Klub                 |
| Brankáři            | Brankáři       | Brankáři             |
| ------------------- | -------------- | -------------------- |
| Jonas Lössl         | 1.2.1989       | FC Midtjylland       |
| Mikkel Andersen     | 17.12.1988     | Reading FC           |
| Nicklas Højlund     | 6.3.1990       | Lyngby Boldklub      |
| Obránci             |                |                      |
| Anders Randrup      | 16.7.1988      | Brøndby IF           |
| Mathias Jørgensen   | 23.4.1990      | FC Kodaň             |
| Andreas Bjelland    | 11.7.1988      | FC Nordsjælland      |
| Nicolai Boilesen    | 16.2.1992      | AFC Ajax             |
| Daniel Wass         | 31.5.1989      | Brøndby IF           |
| Mads Fenger Nielsen | 10.9.1990      | Randers FC           |
| Lasse Nielsen       | 8.1.1988       | Aalborg Boldspilklub |
| Jesper Juelsgård    | 26.1.1989      | FC Midtjylland       |
| Frederik Sørensen   | 14.4.1992      | Juventus FC          |
| Záložníci           |                |                      |
| Mads Albæk          | 14.1.1990      | FC Midtjylland       |
| Mike Jensen         | 19.2.1988      | Brøndby IF           |
| Thomas Delaney      | 9.3.1991       | FC Kodaň             |
| Kasper Povlsen      | 26.9.1989      | Aarhus GF            |
| Matti Lund Nielsen  | 8.5.1988       | FC Nordsjælland      |
| Útočníci            |                |                      |
| Nicolai Jørgensen   | 15.1.1991      | Bayer 04 Leverkusen  |
| Christian Eriksen   | 14.2.1992      | AFC Ajax             |
| Nicolaj Agger       | 23.10.1988     | Brøndby IF           |
| Nicki Bille Nielsen | 7.2.1988       | Villarreal CF        |
| Henrik Dalsgaard    | 27.7.1989      | Aalborg Boldspilklub |
| Bashkim Kadrii      | 9.7.1991       | Odense BK            |

### Island
Hlavní trenér:  Eyjólfur Sverrisson
| Jméno                      | Datum narození | Klub                          |
| Brankáři                   | Brankáři       | Brankáři                      |
| -------------------------- | -------------- | ----------------------------- |
| Haraldur Björnsson         | 11.1.1989      | Valur                         |
| Óskar Pétursson            | 26.1.1989      | UMF Grindavíkur               |
| Arnar Darri Pétursson      | 16.3.1991      | SønderjyskE                   |
| Obránci                    |                |                               |
| Skúli Jón Friðgeirsson     | 30.7.1988      | Knattspyrnufélag Reykjavíkur  |
| Hólmar Örn Eyjólfsson      | 6.8.1990       | West Ham United FC            |
| Hjörtur Logi Valgarðsson   | 27.9.1988      | IFK Göteborg                  |
| Elfar Freyr Helgason       | 27.7.1989      | AEK Athény                    |
| Þórarinn Ingi Valdimarsson | 23.4.1990      | Íþróttabandalag Vestmannaeyja |
| Jón Guðni Fjóluson         | 4.10.1989      | Beerschot AC                  |
| Záložníci                  |                |                               |
| Eggert Gunnþór Jónsson     | 18.8.1988      | Heart of Midlothian FC        |
| Birkir Bjarnason           | 27.5.1988      | Viking FK                     |
| Bjarni Þór Viðarsson       | 5.3.1988       | KV Mechelen                   |
| Gylfi Sigurðsson           | 8.9.1989       | TSG 1899 Hoffenheim           |
| Almarr Ormarsson           | 25.2.1988      | Fram Reykjavík                |
| Guðmundur Kristjánsson     | 1.3.1989       | Breiðablik Kópavogur          |
| Aron Gunnarsson            | 22.4.1989      | Coventry City FC              |
| Andrés Már Jóhannesson     | 21.12.1988     | Fylkir                        |
| Útočníci                   |                |                               |
| Jóhann Berg Guðmundsson    | 27.10.1990     | AZ Alkmaar                    |
| Rúrik Gíslason             | 25.2.1988      | Odense BK                     |
| Arnór Smárason             | 7.9.1988       | Esbjerg fB                    |
| Kolbeinn Sigþórsson        | 14.3.1990      | AZ Alkmaar                    |
| Alfreð Finnbogason         | 1.2.1989       | KSC Lokeren                   |
| Björn Bergmann Sigurðarson | 26.2.1991      | Lillestrøm SK                 |

### Švýcarsko
Hlavní trenér:  Pierluigi Tami
| Jméno               | Datum narození | Klub                    |
| Brankáři            | Brankáři       | Brankáři                |
| ------------------- | -------------- | ----------------------- |
| Yann Sommer         | 17.12.1988     | FC Basilej              |
| Kevin Fickentscher  | 6.7.1988       | FC Sion                 |
| Benjamin Siegrist   | 31.1.1992      | Aston Villa FC          |
| Obránci             |                |                         |
| Philippe Koch       | 8.2.1991       | FC Curych               |
| Fabio Daprelà       | 19.2.1991      | Brescia Calcio          |
| Jonathan Rossini    | 5.4.1989       | US Sassuolo Calcio      |
| Timm Klose          | 9.5.1988       | FC Thun                 |
| François Affolter   | 13.3.1991      | BSC Young Boys          |
| Frank Feltscher     | 17.5.1988      | AC Bellinzona           |
| Daniel Pavlović     | 22.4.1988      | Grasshopper Club Zürich |
| Gaetano Berardi     | 21.8.1988      | Brescia Calcio          |
| Záložníci           |                |                         |
| Pajtim Kasami       | 2.6.1992       | Palermo SSD             |
| Fabian Lustenberger | 2.5.1988       | Hertha BSC              |
| Moreno Costanzo     | 20.2.1988      | BSC Young Boys          |
| Fabian Frei         | 8.1.1989       | FC Basilej              |
| Xherdan Shaqiri     | 10.10.1991     | FC Basilej              |
| Granit Xhaka        | 27.9.1992      | FC Basilej              |
| Amir Abrashi        | 27.3.1990      | Grasshopper Club Zürich |
| Xavier Hochstrasser | 1.7.1988       | Calcio Padova           |
| Útočníci            |                |                         |
| Innocent Emeghara   | 27.5.1989      | Grasshopper Club Zürich |
| Admir Mehmedi       | 16.3.1991      | FC Curych               |
| Nassim Ben Khalifa  | 13.1.1992      | 1. FC Norimberk         |
| Mario Gavranović    | 24.11.1989     | FC Schalke 04           |

## Skupina B

### Česko
Hlavní trenér:  Jakub Dovalil
| Jméno           | Datum narození | Klub                 |
| Brankáři        | Brankáři       | Brankáři             |
| --------------- | -------------- | -------------------- |
| Tomáš Vaclík    | 29.3.1989      | FK Viktoria Žižkov   |
| Marek Štěch     | 28.1.1990      | West Ham United FC   |
| Jan Hanuš       | 28.4.1988      | SK Slavia Praha      |
| Obránci         |                |                      |
| Jan Lecjaks     | 9.8.1990       | RSC Anderlecht       |
| Radim Řezník    | 20.1.1989      | FC Baník Ostrava     |
| Ondřej Mazuch   | 15.3.1989      | RSC Anderlecht       |
| Ondřej Čelůstka | 18.6.1989      | SK Slavia Praha      |
| Lukáš Vácha     | 13.5.1989      | FC Slovan Liberec    |
| Marek Suchý     | 29.3.1988      | FK Spartak Moskva    |
| Jan Hošek       | 1.4.1989       | FK Teplice           |
| Záložníci       |                |                      |
| Tomáš Hořava    | 29.5.1988      | SK Sigma Olomouc     |
| Bořek Dočkal    | 30.9.1988      | FC Slovan Liberec    |
| Jan Morávek     | 1.11.1989      | 1. FC Kaiserslautern |
| Jan Kovařík     | 19.6.1988      | FK Jablonec          |
| Marcel Gecov    | 1.1.1988       | FC Slovan Liberec    |
| Milan Černý     | 16.3.1988      | SK Slavia Praha      |
| Lukáš Mareček   | 17.4.1990      | RSC Anderlecht       |
| Adam Hloušek    | 20.12.1988     | 1. FC Kaiserslautern |
| Útočníci        |                |                      |
| Libor Kozák     | 30.5.1989      | SS Lazio             |
| Tomáš Pekhart   | 26.5.1989      | 1. FC Norimberk      |
| Václav Kadlec   | 20.5.1992      | AC Sparta Praha      |
| Jan Chramosta   | 12.10.1990     | FK Mladá Boleslav    |
| Michael Rabušic | 17.9.1989      | FC Zbrojovka Brno    |

### Anglie
Hlavní trenér:  Stuart Pearce
| Jméno             | Datum narození | Klub                 |
| Brankáři          | Brankáři       | Brankáři             |
| ----------------- | -------------- | -------------------- |
| Frank Fielding    | 4.4.1988       | Derby County FC      |
| Alex McCarthy     | 3.12.1989      | Reading FC           |
| Jason Steele      | 18.8.1990      | Middlesbrough FC     |
| Obránci           |                |                      |
| Michael Mancienne | 8.1.1988       | Hamburger SV         |
| Ryan Bertrand     | 5.8.1989       | Chelsea FC           |
| Chris Smalling    | 22.11.1989     | Manchester United FC |
| Phil Jones        | 21.2.1992      | Blackburn Rovers FC  |
| Kieran Gibbs      | 26.9.1989      | Arsenal FC           |
| Kyle Walker       | 28.5.1990      | Tottenham Hotspur FC |
| James Tomkins     | 23.9.1989      | West Ham United FC   |
| Záložníci         |                |                      |
| Fabrice Muamba    | 6.4.1988       | Bolton Wanderers FC  |
| Marc Albrighton   | 18.11.1989     | Aston Villa FC       |
| Jordan Henderson  | 17.6.1990      | Liverpool FC         |
| Scott Sinclair    | 25.3.1989      | Swansea City AFC     |
| Jack Cork         | 25.6.1989      | Chelsea FC           |
| Tom Cleverley     | 12.8.1989      | Manchester United FC |
| Henri Lansbury    | 12.10.1990     | Arsenal FC           |
| Jack Rodwell      | 11.3.1991      | Everton FC           |
| Danny Rose        | 2.7.1990       | Tottenham Hotspur FC |
| Útočníci          |                |                      |
| Danny Welbeck     | 26.11.1990     | Manchester United FC |
| Daniel Sturridge  | 1.9.1989       | Chelsea FC           |
| Nathan Delfouneso | 2.2.1991       | Aston Villa FC       |
| Connor Wickham    | 31.3.1993      | Ipswich Town FC      |

### Španělsko
Hlavní trenér:  Luis Milla Aspas
| Jméno                 | Datum narození | Klub                   |
| Brankáři              | Brankáři       | Brankáři               |
| --------------------- | -------------- | ---------------------- |
| Rubén Miño            | 18.1.1989      | FC Barcelona           |
| David de Gea          | 7.11.1990      | Atlético Madrid        |
| Diego Mariño          | 9.5.1990       | Villarreal CF          |
| Obránci               |                |                        |
| César Azpilicueta     | 28.8.1989      | Olympique Marseille    |
| Álvaro Domínguez Soto | 15.5.1989      | Atlético Madrid        |
| Mikel San José        | 30.5.1989      | Athletic Bilbao        |
| Martín Montoya        | 14.4.1991      | FC Barcelona           |
| José Ángel Valdés     | 5.9.1989       | Sporting de Gijón      |
| Víctor Ruiz Torre     | 25.1.1989      | SSC Neapol             |
| Dídac Vilà            | 9.6.1989       | AC Milán               |
| Alberto Botía         | 27.1.1989      | Sporting de Gijón      |
| Záložníci             |                |                        |
| Javi Martínez         | 2.9.1988       | Athletic Bilbao        |
| Dani Parejo           | 16.4.1989      | Valencia CF            |
| Juan Manuel Mata      | 28.4.1988      | Valencia CF            |
| Diego Capel           | 16.2.1988      | Sevilla FC             |
| Ander Herrera         | 14.8.1989      | Real Zaragoza          |
| Thiago Alcântara      | 11.4.1991      | FC Barcelona           |
| Rubén Pérez           | 26.4.1989      | Deportivo de La Coruña |
| Útočníci              |                |                        |
| Jeffrén Suárez        | 20.1.1988      | FC Barcelona           |
| Adrián López Álvarez  | 8.1.1988       | Deportivo de La Coruña |
| Bojan Krkić           | 28.8.1990      | FC Barcelona           |
| Emilio Nsue           | 30.9.1989      | RCD Mallorca           |
| Iker Muniain          | 19.12.1992     | Athletic Bilbao        |

### Ukrajina
Hlavní trenér:  Pavlo Jakovenko
| Jméno               | Datum narození | Klub                  |
| Brankáři            | Brankáři       | Brankáři              |
| ------------------- | -------------- | --------------------- |
| Anton Kanibolockyj  | 16.5.1988      | FK Dnipro             |
| Denys Bojko         | 29.1.1988      | FK Dynamo Kyjev       |
| Dmytro Nepohodov    | 17.2.1988      | FK Metalurh Doněck    |
| Obránci             |                |                       |
| Bohdan Butko        | 13.1.1991      | FK Volyň Luck         |
| Jevhen Selin        | 9.5.1988       | FK Vorskla Poltava    |
| Jaroslav Rakickij   | 3.8.1989       | FK Šachtar Doněck     |
| Temur Parcvania     | 6.7.1991       | FK Dynamo Kyjev       |
| Serhij Kryvcov      | 15.3.1991      | FK Šachtar Doněck     |
| Oleksij Kurylov     | 24.4.1988      | FK Vorskla Poltava    |
| Oleksandr Matvjejev | 11.2.1989      | FK Vorskla Poltava    |
| Záložníci           |                |                       |
| Artem Putivcev      | 29.8.1988      | FK Mariupol           |
| Vitalij Vicenec     | 3.8.1990       | FK Šachtar Doněck     |
| Jevhen Konopljanka  | 29.9.1989      | FK Dnipro             |
| Taras Stěpaněnko    | 8.8.1989       | FK Šachtar Doněck     |
| Mykola Morozjuk     | 17.1.1988      | FK Metalurh Doněck    |
| Oleh Holodjuk       | 2.1.1988       | FK Karpaty Lvov       |
| Maksym Bilij        | 27.4.1989      | FK Zorja Luhansk      |
| Volodymyr Česnakov  | 12.2.1988      | FK Vorskla Poltava    |
| Denys Harmaš        | 19.4.1990      | FK Dynamo Kyjev       |
| Valerij Fedorčuk    | 5.10.1988      | FK Kryvbas Kryvyj Rih |
| Útočníci            |                |                       |
| Roman Zozulja       | 17.11.1989     | FK Dynamo Kyjev       |
| Andrij Jarmolenko   | 23.10.1989     | FK Dynamo Kyjev       |
| Artem Kravec        | 3.6.1989       | FK Dynamo Kyjev       |